# Коцелл, Тадеуш
Тадеуш Коцелл (пол.  Tadeusz Kociełł, (7 июля 1736 — 5 февраля 1799) — военный и государственный деятель Великого княжества Литовского, староста марковский (1764) и ошмянский (1772).

## Биография
Представитель литовского шляхетского рода Коцелл герба Пеликан. Сын старосты марковского Казимира Коцелла и Барбары Хоминьской (1730—1772). Сводный брат писаря скарбового литовского Юстиниана Немировича-Щита.
Староста марковский в 1764 году. Полковник Национальной кавалерии, генерал-майор войск литовских, представитель Станислава Августа Понятовского в Ошмянах в 1764 году. Староста ошмянский в 1772 году. Уполномоченный Комиссии по гражданскому и военному порядку в Ошмянском повете Виленской губернии в 1790 году.

## Семья
Супруга ― Анна Тышкевич, дочь каштеляна жмудского Юзефа Бенедикта Тышкевича. Дети ― Юзеф, Казимир Михал, Барбара, ― замужем за Анджеем Абрамовичем.